# Makian
Makian is een vulkaaneiland, gevormd door de gelijknamige stratovulkaan, dat deel uitmaakt van een reeks vulkaaneilanden langs de westkust van Halmahera, Indonesië. Het eiland is onderdeel van het regentschap Zuid-Halmahera in de provincie Noord-Molukken. Makian heeft een oppervlakte van 84,36 km² en een bevolking van ruim 12.000 inwoners (2010).

## Makianvulkaan
De Makian (Indonesisch: Gunung Kie Besi) is een stratovulkaan met een hoogte van 1357 meter en op de top een krater met een diameter van 1500 meter. 
De vulkaan, die voor het laatst in 1988 tot uitbarsting kwam, heeft erupties voortgebracht met een waarde van 1 tot 4 op de vulkanische-explosiviteitsindex (VEI). Eerdere erupties werden geregistreerd in 1550, 1646, 1760, 1861, 1863, 1864 en 1890.